# 華理克
華理克牧師（英文：Rick Warren，1954年1月28日—），是有23,000名教友的加州馬鞍峰教會創會牧師、他也是銷量達5千萬本的暢銷書《標竿人生》的作者。

## 生平
華理克牧師於1954年1月28日生於美國加州聖荷西，是第四代美南浸信會教派牧師。華理克的父親是美南浸信會教派牧師，母親是高中圖書館館員。父母育有二子一女。在他5年級時，全家搬到加州紅木谷鄉下，住在風景優美，佔地10英畝的房子裡。他在那兒長大，並於1972年自尤凱亞高中畢業。他是加州浸信會大學學士，德州沃思堡西南浸信會神學院道學碩士，加州福樂神學院教牧學博士。
華理克在很年輕時即有心事奉，在高中時即開始當青少年宣教講員。在他19歲時，他已經在50座教堂中主講過復興大會。在1973年11月時，華理克還是19歲的大學生時，他翹課與一位同學開了350英里去舊金山聽克威爾（W. A. Criswell）牧師講道。當時克威爾是有25,000名教友的達拉斯第一浸信會的牧師。據華理克本人說他在信息中確定了神對他的呼召，而且結束後華理克與眾人一同排隊與牧師握手。

|  | 當輪到華理克時，克威爾牧師對華理克說：「年輕人，我感到被帶領要為你按手禱告！」克威爾牧師將手放在華理克頭上說：「父啊！我乞求您給這位年輕的講員雙倍的聖靈，願他牧會的教會成長到達拉斯教會的兩倍大！願您大大的祝福他！主啊！」 |

華理克牧師認為神答應了克威爾的祈禱。
馬鞍峰教會第一次公開禮拜是在1980年4月6日復活節，借用一所高中的劇場，有兩百人參加。華理克牧師使用創新的方式使教會快速成長。在未有永久會址之前的15年中，他使用過79個不同的場地。
馬鞍峰教會在1990年代初期遷入了目前在橙縣森林湖市的現址時，架設了一座可容納2300人的塑膠帳篷，每個周末有四場崇拜。如此過了幾年，馬鞍峰教會一直等到有每個主日有一萬人參加時才建築第一棟可容納3500人的鋼架敬拜中心。這棟建築在1995年完工後，馬鞍峰才開始花費數百萬美元建築兒童主日學與辦公室使用的建築。2008年6月一棟花費兩千萬美元的現代化青少年中心落成了，專供1500名初中與高中學生使用。
華理克牧師曾受邀於聯合國、世界經濟論壇、非洲聯盟、紐約市外交問題評議会、哈佛大學的約翰·F·甘迺迪政府學院、科技娛樂設計（Technology Entertainment Design）、《時代》雜誌主辦的全球衛生高峰會議等演說。他也是簽署減緩全球暖化的基督教領袖之一。
《美國新聞與世界報導》曾在2005年10月31日提名華理克牧師為美國前25名領袖。《時代》雜誌提名華理克牧師為2004年世界前15名舉足輕重的領袖與2005年100位最有影響力的人。《新聞週刊》稱他為15位使美國偉大的人。
華理克牧師與伊麗莎白‧凱結婚已30年，育有一女二子，已經有三個孫兒，他以葛培理與彼得·杜拉克以及他自己的父親為精神導師。其中次子馬修（Matthew）於2013年4月5日自殺身亡，得年27歲。

## 事工
華理克牧師與妻子是以下非營利事業的董事：
- 馬鞍峰教會
- Acts of Mercy
- Purpose Driven Ministries
- The Global Fund
- RKW Legacy Partners
- Equipping the Church

### 什九奉獻
由於豐盛的版稅收入，華理克牧師已不再從馬鞍峰教會支取薪水。他反而將前25年的薪水全數退回給馬鞍峰教會。在沒有增加生活支出下（與得到版稅前比較）成立了三個慈善基金，分別是用於幫助愛滋病人的憐憫行動（Acts of Mercy），支付他和他團隊演講交通費用的領袖發展（Developing Leaders）和全球和平基金（The Global P.E.A.C.E. Fund）。相對於一般基督徒的什一（百分之十）奉獻，他本人說明已在作什九（百分之九十）奉獻。光在2004年他就奉獻了一千三百萬美元。

### 目標導向
來自全球162個國家超過四十萬牧師與教會領導人參加過華理克或是其他牧師帶領的目標導向講座或是講習會，其目的是要更有效的實現耶穌基督的大使命與大戒命。目標導向這個詞指的是牧師們嘗試在教會中平衡的五項目標─崇拜、團契、使徒、事工、傳道。馬鞍峰教會有一網站（PurposeDriven.com）提供資料專門幫助這些牧師們。更有189,000名教會領導人訂閱 宣教工具箱 這一份通訊。
馬鞍峰教會並不停止在成為一個大教會這個目的，為了作耶穌基督所作的事，華理克提出了P.E.A.C.E.計畫。每一個字母代表一項事工
- P - promote reconciliation（鼓勵和解）
  - - planting church（建立教會）
- E - equip servant leaders（裝備僕人領袖）
- A - assist the poor（幫助窮人）
- C - care for the sick（照顧病患）
- E - educate the next generation（教育下一代）

2005年盧安達總統保羅·卡加梅參加了馬鞍峰教會25週年慶祝會。華理克牧師宣佈馬鞍峰教會將幫助盧安達成為第一個目標導向的國家。馬鞍峰教會因此以小批短期的方式在三年中送了1750會友去盧安達幫助這個中非洲國家，與600間盧安達當地的教會合作。除了帶領一萬人受浸以外，這些義工只開創了17項以當地教會為基地的小型事工。由於成果未能彰顯，進展似乎緩慢，華理克牧師將他的計畫修正後，推出了PEACE 2.0。不過華理克牧師並不著急，認為這是要花五十年時間才能成功的事業。馬鞍山教會也在全球各地展開同樣的計畫。

## 參與社會議題
華理克被時代雜誌認為是美國最有影響力的宗教領袖。他在2008年8月16日將舉辦一場與美國兩黨總統候選人，巴拉克·歐巴馬與約翰·麥凱恩，的問答會。他將以貧窮、愛滋病、氣候改變、與人權等議題各以一小時與兩位候選人們探討他們如何領導與作決策。
華理克公開支持加州8號提案。由於此立場，巴拉克·歐巴馬邀請華理克於總統就職典禮時祈禱遭到支持同性戀婚姻者的強烈抗議。

## 批評
有一些基督徒並不認同華理克牧師標竿人生書中的教導，聲稱這些教導扭曲了福音，而且用一些有問題的手法。有些人認為書中四十天的計畫太過短暫，信仰與生命應該要花更多的時間來改變。另有一些人關切因此書造成教會分裂，《華爾街日報》記者蘇珊‧莎塔鈴曾報導教會因標竿人生的教導而分裂或逐出不願接受教導的會友的例子。理查‧阿伯尼斯對此話題有深入的研究，他並出版了一本書及許多篇的文章專門探討這些批評。

## 著作
- 《直奔标竿》（The Purpose Driven Church ISBN 0-310-20106-3），1995年
- 《标竿人生》（The Purpose Driven Life ISBN 0-310-20571-9），2002年
- Answers to Life's Difficult Questions（ISBN 0-9660895-2-9）
- The Power to Change Your Life（ISBN 0-9660895-1-0）
- What on Earth Am I Here For? Booklet（ISBN 0-310-26483-9）
- Personal Bible Study Methods（ISBN 0-9660895-0-2）
- 《這一天，是為了你》。(譯自：The Purpose of Christmas )臺北市：究竟，2008.12